# Amoria jamrachii
Amoria jamrachii is een slakkensoort uit de familie van de Volutidae. De wetenschappelijke naam van de soort is voor het eerst geldig gepubliceerd in 1864 door Gray.